# Stenia nataliana
Stenia nataliana är en orkidéart som beskrevs av Roberto Vásquez, Christoph Nowicki och R.Müll. Stenia nataliana ingår i släktet Stenia och familjen orkidéer. Inga underarter finns listade i Catalogue of Life.